# 阿斯默克河
51°19′05″N 8°29′55″E / 51.3179861°N 8.4984833°E
阿斯默克河（德語：Assmecke），是德國的河流，位於該國西部，處於北萊茵-威斯特法倫州，屬於魯爾河的右支流，河道全長1.1公里，流域面積0.77平方公里。